# Pedro Duque
Pedro Francisco Duque Duque (Madrid, 14 marzo 1963) è un astronauta, politico e ingegnere spagnolo.

## Biografia
Nel 1987 si è laureato in Ingegneria aerospaziale all'Universidad Politécnica de Madrid.
È stato selezionato come astronauta dell'ESA nel 1992, ha seguito l'addestramento sia in Russia che negli Stati Uniti d'America; la sua prima missione spaziale è stata la STS-95 dello Shuttle dell'autunno del 1998. Nell'ottobre del 2003 è stato nella Stazione spaziale internazionale durante una missione per il cambio di equipaggio. È partito dal cosmodromo di Baikonur con la Sojuz TMA-2 ed è rientrato con la Sojuz TMA-3.
Ha insegnato all'Universidad Politécnica de Madrid.
Il 6 giugno 2018 è stato nominato Ministro della scienza, innovazione ed università del Governo spagnolo dal nuovo Presidente del Governo Pedro Sánchez.